# Projet agro-environnemental et climatique
Un Projet agro-environnemental et climatique (PAEC) est un projet visant à encourager les changements de pratiques agricoles nécessaires pour répondre aux enjeux agro-environnementaux identifiés sur le territoire.
Ce dispositif rentre dans le cadre du Programme de Développement Rural (PDR), adopté par la Commission européenne le 28 juillet 2015. Il est à ce titre en partie financé par le FEADER (fonds européen agricole pour le développement rural).